# Star Pride
Die Star Pride ist ein Kreuzfahrtschiff der US-amerikanischen Kreuzfahrtreederei Windstar Cruises.

## Geschichte
Das Schiff wurde unter der Baunummer 1065 auf der Werft SSW Schichau-Seebeckwerft in Bremerhaven gebaut. Die Kiellegung fand am 1. Dezember 1987, der Stapellauf am 22. Juli 1988 statt. Fertigstellung und Übergabe erfolgten am 18. November 1988. Das Schiff kam als Seabourn Pride unter der Flagge Norwegens mit Heimathafen Oslo in Fahrt. Es war das erste von drei baugleichen Schiffen für die Seabourn Cruise Line und ihr erstes Schiff überhaupt. Schwesterschiffe waren die Seabourn Spirit und die Seabourn Legend, wobei letztere von der Seabourn Cruise Line allerdings nicht mehr abgenommen wurde.
Im Oktober 2001 wurde das Schiff unter die Flagge der Bahamas gebracht, neuer Heimathafen wurde Nassau.
Im Februar 2013 kaufte Windstar Cruises alle drei Schwesterschiffe von Seabourn Cruise Line. Die Schiffe bildeten bei Windstar Cruises die Star-Klasse. Als erstes Schiff wurde im April 2014 die ehemalige Seabourn Pride übernommen. Sie wurde nach einem Umbau am 5. Mai 2014 als Star Pride wieder in Dienst gestellt.
Im November 2018 schloss Windstar Cruises einen Vertrag mit der Fincantieri-Werft für den Umbau aller drei Schwesterschiffe der Star-Klasse. Der 250 Mio. US-Dollar teure Umbau der Schiffe wurde auf der Fincantieri-Werft in Palermo durchgeführt. Bei dem Umbau wurden die Schiffe mit einer 25,6 Meter langen Mittschiffssektion verlängert, die unter anderem 50 zusätzliche Kabinen enthielt. Die Passagierkapazität erhöhte sich so um 100 Personen. Weiterhin wurden Antriebsanlage und Generatoren ausgetauscht sowie die Passagierbereiche erweitert und modernisiert. Die Star Pride wurde als drittes Schiff 2021 umgebaut. Nach dem Umbau bildeten die Schiffe die Star-Plus-Klasse.

## Technische Daten und Ausstattung
Das Schiff wird von zwei Viertakt-Zwölfzylinder-Dieselmotoren des Typs Wärtsilä 26 mit jeweils 4080 kW Leistung angetrieben. Die Motoren wirken über Getriebe auf zwei Verstellpropeller. Für die Stromerzeugung stehen von den Hauptmotoren angetriebene Wellengeneratoren und zwei von Wärtsilä-26-Dieselmotoren mit jeweils 1200 kW Leistung angetriebene Generatoren mit jeweils 1500 kVA Scheinleistung zur Verfügung. Weiterhin wurde ein von einem Dieselmotor mit 880 kW Leistung angetriebener Notgenerator mit 1100 kVA Scheinleistung verbaut. Das Schiff ist mit einem mit 590 kW Leistung angetriebenen Bugstrahlruder ausgestattet.
Die Haupt- und Hilfsmotoren stammten ursprünglich von Normo-Bergen. Bei den Hauptmotoren handelte es sich um zwei Viertakt-Zwölfzylinder- und zwei Viertakt-Achtzylinder-Dieselmotoren mit zusammen 7280 kW Leistung. Diese wurden im Zuge der Verlängerung des Schiffes im Jahr 2021 durch die Wärtsilä-Dieselmotoren ersetzt. Die Wärtsilä-Dieselmotoren sind mit SCR-Katalysatoren zur Abgasnachbehandlung ausgerüstet.
Das Schiff ist mit zwei Flossenstabilisatoren ausgestattet.
Die Einrichtungen für die Passagiere sind auf sechs Decks – Deck 3 bis Deck 8 – untergebracht. Das Schiff verfügte ursprünglich über 106 Kabinen, in denen 212 Passagiere untergebracht werden konnten. Alle Kabinen, die sich auf den Decks 3 bis 6 befinden, sind Außenkabinen. Im Rahmen von Umbauten bzw. Modernisierungen wurden sie teilweise mit französischen Balkonen ausgestattet. Im Zuge der Verlängerung des Schiffes 2021 wurden 50 zusätzliche Kabinen eingebaut und die Kapazität des Schiffes so auf 312 Passagiere erhöht.

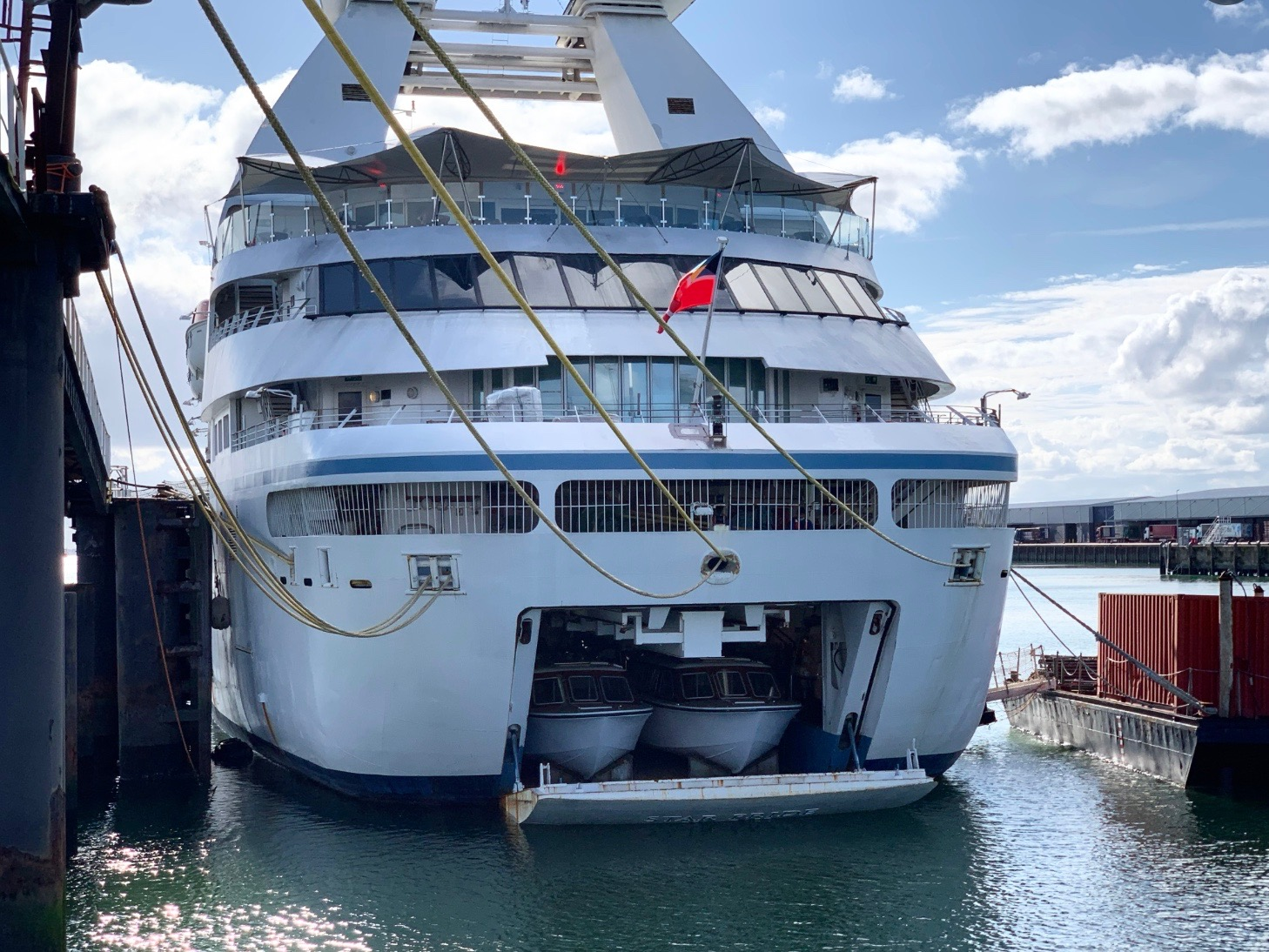
Blick auf das Heck mit der heruntergeklappten Plattform

An Bord stehen unter anderem drei Restaurants, ein Fitness- und Spa-Bereich sowie mehrere Pools und Whirlpools zur Verfügung. Am Heck ist eine herunterklappbare Plattform installiert, die als Basis für Wassersportaktivitäten oder zum Schwimmen im Meer genutzt werden kann. Außerdem werden in dem Raum hinter der Plattform zwei Tenderboote mitgeführt.